# 喀斯早熟禾
喀斯早熟禾（学名：Poa khasiana）为禾本科早熟禾属下的一个种。